# Кякшт, Лидия Георгиевна
Ли́дия Гео́ргиевна Кякшт (13 (25) марта 1885, Санкт-Петербург — 11 января 1959, Лондон) — артистка балета, педагог и хореограф, артистка Мариинского театра с 1902 по 1908 год, солистка лондонского театра «Эмпайр» (1908—1912), участница «Русских сезонов» Дягилева (1908—1913). Родилась в семье литовских крестьян, сестра танцовщика Георгия Кякшта.

## Биография
Обучалась танцу в Петербургском театральном училище у П. А. Гердта, Н. Г. Легата, Э. Чеккетти, Е. Соколовой.
С 1902 по 1908 год выступала в Мариинском театре. Один сезон 1903/04 вместе с братом выступала в Большом театре. В 1906 году совершала гастрольные поездки по городам России. В 1908 году была партнёршей Вацлава Нижинского в pas de deux принцессы Флорины и Голубой птицы в III акте балета «Спящая красавица».
Имела высокий рост и сильную мускулатуру. Виртуозно владела техникой классического танца, обладала лёгким прыжком. Её выступления отличали жизнерадостность, энергичность, темпераментность. Ей удавались роли лирико-комедийного плана.
В 1908 году переехала в Лондон.
В 1908—1912 годах была прима-балериной театра «Эмпайр».
В 1912—1913 годах участвовала в «Русских сезонах», позднее выступала в театрах «Колизеум» и «Альгамбра». Много гастролировала, в том числе и в России (1911, 1916, 1917), США, Италии. Выступления закончила в 1933 году. Организовала и руководила труппой Балет английской молодёжи (позже Русский балет Л. Кякшт) в 1939—1946 годах.
На события Второй мировой войны откликнулась постановкой балета «Катюша» на музыку советских песен (1943 год).

Преподавала в хореографической школе «Сэдлерс-Уэллс», а в 1953—1959 годах — в школе Н. А. Николаевой-Легат.
Лидия Георгиевна Кякшт скончалась 11 января 1959 года в Лондоне и была похороненна на городском кладбище Хэмпстед.

## Партии
- Тереза, «Привал кавалерии», хореография Мариуса Петипа, музыка Ивана Армсгеймера
- Царь-девица, «Конёк-горбунок», хореография Артура Сен-Леона в редакции Мариуса Петипа, музыка Цезаря Пуни
- Сванильда, «Коппелия», хореография Мариуса Петипа в редакции Энрико Чекетти и Льва Иванова, музыка Лео Делиба
- Сильвия, «Сильвия», хореография Льва Иванова и Павла Гердта, музыка Лео Делиба
- принцесса Флорина и фея Бриллиантов, «Спящая красавица» хореография Мариуса Петипа, музыка Петра Чайковского
- 28 января 1907 — Град, «Времена года», хореография Мариуса Петипа, музыка Александра Глазунова
- Лиза, «Тщетная предосторожность», хореография Мариуса Петипа и Льва Иванова, музыка Петера Гертеля

## Постановки
театр «Эмпайр», Лондон
- 11 февраля 1913 — «Сон жнеца» на музыку Петра Чайковского и Лео Делиба
- 4 октября 1913 — «Титания» на музыку Феликса Мендельсона и Альфонса Кларка[фр.], оформление Вильгельма[англ.]. Балерина Филлис Беделс[англ.] отзывалась об этом балете как о «самом прелестном» из всех остальных постановок Кякшт[3].